# K Love
K Love (auch K. Love oder K-Love geschrieben) ist eine ehemalige US-amerikanische Hip-Hop-Musikerin und Beatboxing-Pionierin und gilt als eine der ersten Beatboxerinnen überhaupt. In den 1980er Jahren arbeitete sie mit der Hip-Hop-Band Bad Boys und dem Rapper MC Serch zusammen, in den frühen 1990er Jahren übernahm sie einige Aufträge als Musikproduzentin und Remixerin. K Love ist seit Mitte der 1990er nicht mehr im Musikgeschäft aktiv.

## Diskografie
- Bad Boys Featuring K Love – Bad Boys (1985, Starlite Records)
- Bad Boys Featuring K Love – Mission / Veronica (1985, Starlite Records)
- MCSerch Feat. K. Love & Tony D. – Hey Boy (1987, Idlers)
- MC ADE – My Bass in It (1992, 4 Sight Records)